# Galamb csillagkép

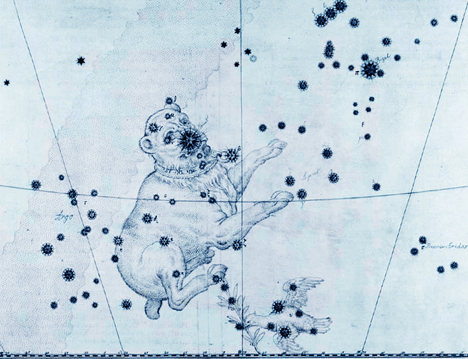
A Galamb és a Nagy Kutya csillagképek

A Galamb (latin: Columba) egy csillagkép.

A Galamb csillagkép

## Története, mitológia
A csillagképet Petrus Plancius vezette be. A teológus Plancius a Noé által küldött galambot kívánta megörökíteni, de mivel közel esik az argonauták hajójához (Vitorla, Hajófar, Hajógerinc csillagképek), sokan azt a galambot látják benne, amit az argonauták küldtek ki, hogy elkerüljék a fekete-tengeri összeverődő sziklákat.

## Csillagok
- α Columbae - Phakt (Al Fakhita (Galamb)) 2,65 magnitúdójú csillag, valójában kettőscsillag, távolsága 270 fényév, fényrendje B7
- β Columbae -  Wazn vagy Wezn, 3,12m, K2 fényrend, 86 fényév
- μ Columbae, szökevény csillag, negyedmagával, mintegy 100 km/s sebességgel szökött meg az Orion csillagkép azonos helyéről. A másik három szökevény az 53 Arietis és az AE Aurigae. A negyedik csillag körülbelül 100 millió évvel ezelőtt szupernóvaként pusztult el.

## Mélyégobjektumok
- NGC 1851 gömbhalmaz: 6,11m , 11' méretű objektum a csillagkép keleti határa mellett. Legfényesebb csillagai valamivel fényesebbek mint 13,0m.
- NGC 1808 galaxis: 9,9m-s aktív magú (AGN – Active nucleous galaxy) galaxis, látszólagos mérete 7'X4'.
- NGC 1792 galaxis: 10,2m-s 4'X2'-es objektum szintén a csillagkép keleti határa mellett, egy fokra DNy-ra az előbb tárgyalt NGC 1808-tól, típusa Sc spirál.
- NGC 2090 galaxis: 11,2m-s, Sb spirálgalaxis, mérete 6'X3'.
- NGC 2188 galaxis: 11,8m-s irreguláris galaxis, mérete 3,7'X1'.
- NGC 1891: 15' csillagcsoport a TYC 7054 00329 1 jelű 9,8m csillag körül.
- NGC 2061: csillagcsoport az {\displaystyle a} Columbae-től 40'-el nyugati irányban, mérete 9' és 6-8 csillagot tartalmaz.

## Fordítás
- Ez a szócikk részben vagy egészben  a    Columba (constellation) című angol Wikipédia-szócikk fordításán alapul.  Az eredeti cikk szerkesztőit annak laptörténete sorolja fel. Ez a jelzés csupán a megfogalmazás eredetét és a szerzői jogokat jelzi, nem szolgál a cikkben szereplő információk forrásmegjelöléseként.